# 澤豐站
澤豐站（英語：Affluence Stop）是輕鐵車站，代號080，屬於單程車票第2收費區（北行方向是最後一個屬單程車票第2收費區的車站），共有2個月台，共有2條輕鐵路線途經此站。車站位於屯門河西面，在澤豐花園對出。

## 車站結構

### 車站樓層
| 地面              | 出口 | 澤豐花園 |   |  |
| 地面              | 月台 | \| 側式 · 開左邊车门 \| \| \| \| \| \| \| \| 輕鐵610綫往元朗（屯門醫院） 輕鐵751綫往天逸（屯門醫院） \| 1 \| \| \| \| 2 \| 輕鐵610綫往屯門碼頭（銀圍） 輕鐵751綫往友愛（蔡意橋） \| \| \| \| 側式 · 開左邊车门 \| \| \| \| \| |   |  |
| 地面              | 出口 | 屯門河、屯門河畔公園、紅橋 |   |  |
| 側式 · 開左邊车门 |      | |   |  |
|                   |      | 輕鐵610綫往元朗（屯門醫院） 輕鐵751綫往天逸（屯門醫院） | 1 |  |
|                   | 2    | 輕鐵610綫往屯門碼頭（銀圍） 輕鐵751綫往友愛（蔡意橋） |   |  |
| 側式 · 開左邊车门 |      | |   |  |

### 車站周邊
- 澤豐花園
- 澤豐花園商場
- 澤豐花園街市
- 屯門河畔公園
- 屯門鄧肇堅運動場
- 屯門醫院宿舍
- 屯門消防宿舍
- 青松觀道政府宿舍
- 中華基督教會譚李麗芬紀念中學
- 青山公路 (新墟)公園

## 歷史
原稱河景站，1989年2月5日正名為澤豐站，以配合行將入伙的私人參建居屋澤豐花園（澤豐花園於同年9月25日正式入伙）。

## 外部連結
- 港鐵公司 - 輕鐵及巴士服務 - 輕鐵街道圖
- 港鐵公司 - 輕鐵及巴士服務 - 輕鐵行車時間表 （页面存档备份，存于）